# مقاطعة دورهام (كارولاينا الشمالية)
مقاطعة دورهام (بالإنجليزية: Durham County)‏ هي إحدى مقاطعات ولاية كارولاينا الشمالية في الولايات المتحدة الأمريكية. مركز المقاطعة أو مقعدها هي مدينة دورهام. تأسست هذه المقاطعة سنة 1881.أصل هذه المقاطعة يأتي من: مقاطعة أورانج ومقاطعة ويك.